# Патнам (округ, Теннесси)
Округ Патнам (англ. Putnam County) располагается в штате Теннесси, США. Официально образован 11 февраля 1854 года. По состоянию на 2010 год, численность населения составляла 72 321 человек.

## География
По данным Бюро переписи США, общая площадь округа равняется 1043,771 км2, из которых 1038,591 км2 — суша, и 3,885 км2, или 0,370 % — это водоёмы.

## Население
По данным переписи населения 2010 года в округе проживает 72 321 житель в составе 28 930 домашних хозяйств и 18 489 семей. Плотность населения составляет 70,00 человек на км2. На территории округа насчитывается 31 882 жилых строения, при плотности застройки около 31,00-ти строений на км2. Расовый состав населения: белые — 92,00 %, афроамериканцы — 2,00 %, коренные американцы (индейцы) — 0,40 %, азиаты — 1,20 %, гавайцы — 0,10 %, представители других рас — 2,80 %, представители двух или более рас — 1,50 %. Испаноязычные составляли 5,30 % населения независимо от расы.
В составе 26,30 % из общего числа домашних хозяйств проживают дети в возрасте до 18 лет, 52,70 % домашних хозяйств представляют собой супружеские пары, проживающие вместе, 9,80 % домашних хозяйств представляют собой одиноких женщин без супруга, 34,00 % домашних хозяйств не имеют отношения к семьям, 27,10 % домашних хозяйств состоят из одного человека, 10,00 % домашних хозяйств состоят из престарелых (65 лет и старше), проживающих в одиночестве. Средний размер домашнего хозяйства составляет 2,41 человека, и средний размер семьи — 2,94 человека.
Возрастной состав округа: 22,30 % — моложе 18 лет, 14,70 % — от 18 до 24, 27,90 % — от 25 до 44, 21,90 % — от 45 до 64, и 21,90 % — от 65 и старше. Средний возраст жителя округа — 34 года. На каждые 100 женщин приходится 98,40 мужчин. На каждые 100 женщин старше 18 лет приходится 96,70 мужчин.
Средний доход на домохозяйство в округе составлял 33 092 USD, на семью — 39 553 USD. Среднестатистический заработок мужчины был 29 243 USD против 21 001 USD для женщины. Доход на душу населения составлял 18 892 USD. Около 10,30 % семей и 16,40 % общего населения находились ниже черты бедности, в том числе — 15,90 % молодежи (тех, кому ещё не исполнилось 18 лет) и 16,10 % тех, кому было уже больше 65 лет.